# Webera denticostata
Webera denticostata är en bladmossart som beskrevs av Julius Baumgartner och J. Fröhlich 1955. Webera denticostata ingår i släktet Webera och familjen Bryaceae. Inga underarter finns listade i Catalogue of Life.